# Estádio Kirov
O estádio SM Kirov (em russo: Стадион имени С. М. Кирова) foi um estádio multiuso na cidade de São Petersburgo, Rússia. O estádio foi inaugurado em 30 de julho de 1950 e recebeu o nome do político Serguei Kirov. Foi utilizado principalmente para a prática do futebol e o Zenit São Petersburgo usou-o para disputar suas partidas como mandante.
No local do estádio Kirov, começou a construção de um novo estádio, em 2007, o Estádio Krestovsky, de propriedade do Zenit, e que é uma das sedes dos jogos da Copa do Mundo FIFA de 2018. Foi inaugurado em 22 de abril de 2017 e o custo da construção foi de mais de 35 bilhões de rublos. Será a primeira vez que o Zenit retorna ao local de seu estádio original desde 1992.

## História
A construção do estádio começou em 1932, mas a construção foi interrompida em 1944, pelo Cerco a Leningrado. Recomeçou em 1945, com o retorno do Exército Vermelho e os trabalhadores da Segunda Guerra Mundial à cidade de Leningrado. Foi inaugurado em 30 de julho de 1950, com o encontro entre o Zenit de Leningrado e o Dínamo de Leningrado.
Para o jogo entre o FC Zenit e CSKA de Moscou, em 14 de julho de 1951, o estádio bateu recorde de público em um jogo de futebol em toda a União Soviética, com cerca de 110 000 espectadores, dos quais 16 000 estavam em pé. Em 1994, o FC Zenit mudou de sede ao Estádio Petrovsky. Em 2005, foi aprovada a demolição do estádio para dar lugar ao Estádio Krestovsky.
O estádio foi finalmente demolido em setembro de 2006. No último jogo disputado neste recinto, o FC Petrotrest e o Spartak Shelkovo se enfrentaram, com vitória dos primeiros por 3 a 0.